# Lorenzo Insigne
Lorenzo Insigne (* 4. Juni 1991 in Neapel) ist ein italienischer Fußballspieler. Der Flügelstürmer stand zuletzt in Diensten des Toronto FC und war Nationalspieler.

## Karriere

### SSC Neapel

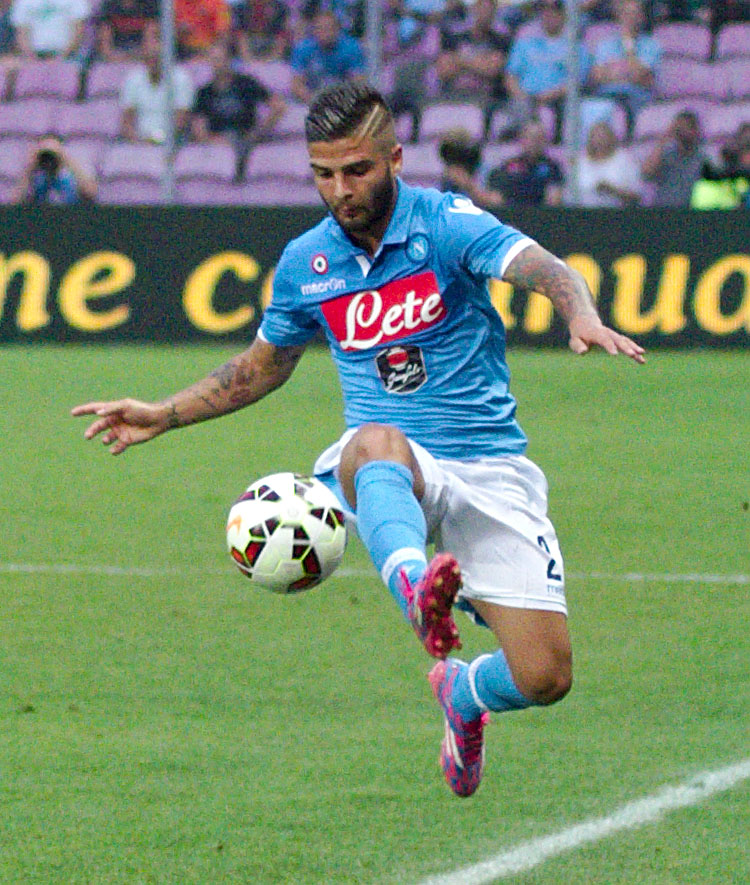
Insigne im Trikot der SSC Neapel (2014)

Insigne kam 2006 in die Jugendabteilung der SSC Neapel und durchlief von dort an alle Mannschaften. 2009 wurde er erstmals für den Profikader nominiert und kam auch einmal zum Einsatz. Zur Rückrunde der Saison 2009/10 wurde er an Cavese 1919 verliehen und absolvierte dort zehn Spiele. Die komplette Saison 2010/11 war der Stürmer an die US Foggia verliehen und erzielte 19 Tore in 33 Spielen. Daraufhin verlieh man Insigne zu Delfino Pescara 1936. Mit dieser Mannschaft wurde er unter Zdeněk Zeman Meister in der Serie-B-Saison 2011/12 und  stieg in die Serie A auf. Er bildete mit Ciro Immobile ein Sturmduo, das in 42 Partien 46-mal traf, erzielte selbst in 37 Spielen 18 Tore und wurde damit Sechster der Torschützenliste. In der Saison 2012/13 bestritt Insigne insgesamt 40 Spiele für die SSC Neapel und erzielte dabei fünf Tore. Seitdem ist er ein wichtiger Bestandteil der Startaufstellung der SSC Neapel. Diesen führt er seit 2019 nach dem Abgang von Marek Hamšík auch als Kapitän auf das Spielfeld. Nach seinen Erfolgen sowohl in der Coppa Italia in der Saison 2013/14 und der Supercoppa Italiana im Jahr 2014, gewann Lorenzo Insigne mit dem Coppa Italia-Gewinn 2020 auch seinen ersten Titel als Kapitän der SSC Neapel.
Anfang Januar 2022 teilte der FC Toronto die Verpflichtung Insignes mit. Er wechselte ablösefrei zum Ende der Saison 2021/22 und unterschrieb für vier Jahre bei dem kanadischen MLS-Klub. Im Sommer 2025 verließ er den Verein.

### Nationalmannschaft
Ab 2010 wurde man auf Insigne durch seine guten Leistungen bei der US Foggia aufmerksam und nominierte ihn für die U-20-Mannschaft Italiens, für diese absolvierte er bis 2011 fünf Spiele und schoss ein Tor. Ab 2011 wurde er ebenfalls für die U-21-Mannschaft nominiert. Im Juni 2013 errang Insigne mit der von Devis Mangia trainierten Mannschaft bei der Europameisterschaft in Israel den Vizetitel, nachdem man sich im Finale Spanien mit 2:4 geschlagen geben musste.
Im September 2012 wurde Insigne erstmals von Cesare Prandelli für die WM-Qualifikationsspiele gegen Bulgarien und Malta am 7. und 11. September in den Kader Italiens berufen. Hierbei wurde er im Spiel gegen Malta in der Halbzeit für Alessandro Diamanti eingewechselt.
Bei der Fußball-Europameisterschaft 2016 in Frankreich wurde er in das italienische Aufgebot aufgenommen. Seinen ersten Einsatz hatte er im letzten Gruppenspiel gegen Belgien, als er in der letzten Viertelstunde ins Spiel kam. Danach wurde er auch im Achtelfinale gegen Spanien und in der Verlängerung im Viertelfinale gegen Deutschland eingewechselt. Als es dort zum Elfmeterschießen kam, trat er als erster Spieler an und verwandelte. Am Ende schied Italien mit 5:6 verwandelten Elfmetern aus.
Bei der siegreichen Europameisterschaft 2021 wurde er in den italienischen Kader berufen und wurde in sechs der sieben Turnierspiele eingesetzt.
Letztmals nominiert und eingesetzt wurde Insigne im Mai bzw. März 2022. Seit seinem Wechsel nach Kanada wurde er nicht mehr berücksichtigt.

## Erfolge

### Nationalmannschaft
- Europameister: 2021

### SSC Neapel
- Italienischer Pokalsieger: 2013/14, 2019/20
- Italienischer Supercup: 2014

### Pescara Calcio
- Italienischer Zweitligameister: 2012

### Persönliche Auszeichnungen
- Torschützenkönig der Coppa Italia: 2013/14
- Bester Spieler der Serie B: 2011/12
- Verdienstorden der Italienischen Republik (Ritter) – für den Gewinn der Europameisterschaft 2021[5]
- Spieler des Monats der Serie A: März 2021

## Persönliches
Seit dem 31. Dezember 2012 ist Insigne mit seiner Frau Genoveffa (Spitzname Jenny) verheiratet; zusammen haben sie zwei Söhne. Sein Bruder Roberto ist ebenfalls Profifußballer.